# Iain Quarrier
Iain Quarrier, né le 12 avril 1941 à Montréal (Canada) et mort en 2016 à Kensington (Londres), est un acteur et producteur canadien.
Il a notamment joué dans des films de Roman Polanski Cul-de-sac (1966) et Le Bal des vampires (1967).

## Biographie
Iain Quarrier est producteur et acteur du film de Jean-Luc Godard One + One, présenté en 1968 au Festival du film de Londres. Godard, mécontent de la production, monte sur la scène lors de la première et recommande au public de se faire rembourser. Comme la majorité des téléspectateurs refuse, une controverse houleuse s'ensuit et Godard en arrive à frapper Quarrier à la mâchoire.
Carrier était un ami proche de Roman Polanski et de son épouse Sharon Tate et fut invité à Los Angeles le 8 août 1969, avec Michael Pearson (en), chez Sharon Tate. Toutefois, en raison d'un retard, ils ne sont pas parvenus à temps et ont ainsi échappé au massacre commis par la famille Manson sur les personnes de l'actrice et de quatre autres personnes. Après ce drame, Iain Quarrier a définitivement arrêté de travailler dans l'industrie du cinéma.

## Filmographie
En tant qu'acteur
- 1964 : The Fledglings
- 1966 : Cul-de-sac de Roman Polanski
- 1967 : Le Bal des vampires de Roman Polanski
- 1968 : One + One de Jean-Luc Godard : le vendeur de livres pornographiques
- 1968 : Wonderwall de Joe Massot
- 1968 : Separation (en) de Jack Bond

En tant que producteur
- 1968 : One + One de Jean-Luc Godard